# أوسكار غودمان
أوسكار غودمان (بالإنجليزية: Oscar Goodman)‏ هو محامي وسياسي أمريكي، ولد في 26 يوليو 1939 في فيلادلفيا في الولايات المتحدة. انتخب List of mayors of Las Vegas ‏ (8 يونيو 1999 – 6 يوليو 2011).

## روابط خارجية
- أوسكار غودمان على موقع IMDb (الإنجليزية)
- أوسكار غودمان على موقع إن إن دي بي (الإنجليزية)
- أوسكار غودمان على موقع قاعدة بيانات الفيلم (الإنجليزية)